# Кпозо, Патрик
Патрик Кпозо (швед. Patrick Kpozo; род. 15 июля 1997, Аккра) — ганский футболист, защитник чешского клуба «Баник» (Острава) и национальной сборной Ганы.

## Клубная карьера
Патрик — воспитанник ганского футбола. В 2015 году им заинтересовались скауты «АИКа» и он прибыл на просмотр в шведский клуб, где вскоре и остался играть за юношескую команду, подписав контракт. С сезона 2016 года подводится к основной команде. 23 мая 2016 года дебютировал в шведском чемпионате в поединке против «Ефле», выйдя в стартовом составе и проведя на поле весь матч.

## Карьера в сборной
За команду Ганы до 20 лет дебютировал 15 мая 2015 года в товарищеском матче против сборной Португалии (0:1).
18 июня 2023 года дебютировал за сборную Ганы в матче со сборной Мадагаскара (0:0).